# Marko Spittka
Marko Spittka (Dresde, 22 de abril de 1971) es un deportista alemán que compitió en judo.
Participó en los Juegos Olímpicos de Atlanta 1996, obteniendo una medalla de bronce en la categoría de –86 kg. Ganó una medalla de plata en el Campeonato Mundial de Judo de 1997 y dos medallas en el Campeonato Europeo de Judo, oro en 1992 y plata en 1998.

## Palmarés internacional
| Juegos Olímpicos   | Juegos Olímpicos         | Juegos Olímpicos  | Juegos Olímpicos |
| Año                | Lugar                    | Medalla           | Categoría        |
| ------------------ | ------------------------ | ----------------- | ---------------- |
| 1996               | Atlanta (Estados Unidos) | Medalla de bronce | –86 kg           |
| Campeonato Mundial |                          |                   |                  |
| Año                | Lugar                    | Medalla           | Categoría        |
| 1997               | París (Francia)          | Medalla de plata  | –86 kg           |
| Campeonato Europeo |                          |                   |                  |
| Año                | Lugar                    | Medalla           | Categoría        |
| 1992               | París (Francia)          | Medalla de oro    | –78 kg           |
| 1998               | Oviedo (España)          | Medalla de plata  | –90 kg           |